# میروو (شهرستان شدووویتس)
میروو (به لاتین: Mirów) یک روستا در لهستان است که در گمینا میروو واقع شده‌است.